# Második csata a donecki repülőtérnél
2014. szeptember 28-án a második donecki repülőtéri csatát elindító lövöldözés tört ki Ukrajna Donecki területén, Doneckben, a Donecki nemzetközi repülőtéren a Donyecki Népköztársaság támogatta szeparatista felkelők és az ukrán hadsereg, valamint az őket támogatók között. Ezt ugyanitt már megelőzte egy másik ütközet, amikor a terület ukrán kézen maradt. Az új csatára egy érvényben lévő tűzszüneti megállapodás, a szeptember 5-én életbe lépett minszki jegyzőkönyv dacára került sor. A csata elején ez volt a város utolsó része, ami még kormányzati ellenőrzés alatt állt, közvetlenül az ukránok és a felkelők által ellenőrzött területek határán. A heves összetűzések az új évben is folytatódtak, és a legrosszabb eseményekre januárban került sor. 2015. január 21-én a donyecki hadsereg lerohanta a kormány reptéri állásait. A megmaradt ukrán erőket kivégezték,[forrás?] fogságba ejtették, vagy megadásra kényszerítették.

## Események
A minszki jegyzőkönyv 2014. szeptember 5-i aláírása után is elszórtan folytatódtak a donyeckiek és az ukrán kormánycsapatok között a lövöldözések. Szeptember végén ezek egyre gyakoribbakká váltak. Szeptember 23-án ágyúlövésekről és automata fegyverek zajáról érkeztek jelentések a repülőtér környékéről. Egy szeptember 25-én megkérdezett, névtelenségét megtartó donecki biztonsági tisztviselő szerint: „Ha lőnek, mi viszonozzuk, hogy megmutassuk, ott vagyunk. Nagyon jól fel vannak fegyverkezve. T–74 tankjaik és rakétakilövőik vannak. Nincsenek meg a kiűzésükhöz szükséges eszközök”. Hozzátette, hogy a Donyecki Népköztársaság számára „a repülőtér szörnyű fejfájást okozott.” A repülőtér a város lázadók kezén lévő felétől északra van, és kitűnő lehetőségeket biztosít az ukrán haderőnek arra, hogy a levegőből lőjék a donyeckiek erődítményeit. Szeptember 25. után egyre inkább elmérgesedett a két fél között az adok-kapok.

### A csata kezdete (2014. szeptember, október)
Szeptember utolsó napjaiban Donyeck arra összpontosította az erejét, hogy visszafoglalja a Donyecki Nemzetközi Repülőteret. Szeptember 28-án került sor a tűzszünet aláírása után az addigi legkeményebb összetűzésre. Ekkor a Donyecki Népköztársaság katonáival harcoló ukránok közül kilenc meghalt és 27 megsebesült. Heten közülük egy olyan csapatszállítóban ültek, melyet eltalált az egyik rakéta. Az Európai Biztonsági és Együttműködési Szervezet (EBESZ) megfigyelői a légikikötő környékéről heves rakétazajt jelentettek. Ekkortájt Donyeck nekilátott a repülőtérre néző erődítményeket kiépíteni, helyszínnek kiválasztottak egészségügyi központot, légvédelmi megfigyelő állomást és katonai találkozási pontok is. Másnap helyi idő szerint 06:15-kor a donyecki hadsereg elkezdte Grad rakétákkal lőni a repülőteret. Alekszandr Zaharcsenko, Donyeck elnöke szerint a felkelők a városra hullott lövésekre válaszul nyitottak tüzet a reptérre. A lázadók a szomszédos lakóépületeket használták a repülőtér ágyúzásánál, tüzérségük irányításához.
Az ukránok és a felkelők folytatták a tűzharcot. Október 1-én a reptér melletti kerületben egy iskolát és egy buszállomást is találat ért. tíz civil halt meg, de egy tanulónak sem esett baja. Az Amnesty Internationalnél dolgozó Joanne Mariner szerint nem lehet megállapítani, a lövöldözésért ki volt a felelős. Hozzátette, hogy bár az ukránok lakóövezeteket lőttek a repülőtérről, de Donyeck szintén felelős, mivel lőszereket tároltak ezeken a területeken, és a háborús törvényekkel teljesen szembe menve innen tüzeltek. Ekkor donyecki tankok támogatásával előrenyomult a repülőtéren, és hangárokat, üzemanyag-tárolókat és külső területeken álló épületeket támadott meg. Ezeket az épületeket lőszerraktárként használták, és ezekből lőtték az ukrán állásokat. A donyecki erők tovább nyomultak, és elfoglalták az irányító központot, a rendőrséget és a szállodát, de tovább nem jutottak. október 2-án mindkét fél folytatta a harcot. Az ukrán kormány szerint a helyzet a területen „súlyos” volt.
Október 3-án heves harcokban Donyeck tovább növelte az ellenőrzése alá vont területeket. Füstbombák fedezékében behatoltak a régi terminál épületébe. Az Ukrán Hadsereg szóvivője szerint a milicisták előrenyomulását „orosz drónok” támogatták. Innét az új terminál, az ukrán katonák legfontosabb hátteréül szolgáló épület felé fordították. Mindezek ellenére az ukránok később kiszorították a terminál feléről a felkelőket, és ezt sikerült is megtartaniuk. Az ukránok jelentése szerint Donyeck két tankját megsemmisítették, és 12 katonájukat megölték. Egy ukrán honvédelmi tisztviselő szerint ez volt „a felkelők legnagyobb egyszeri vesztesége” a tűzszünet szeptember 5-i aláírása óta. Négy ukrán katona is elesett aznap, köztük ketten a szélsőjobboldali Jobb Szektorból.
Október 9-én Donyeck ismét megpróbálta elfoglalni a repülőteret. Azt mondták, megpróbálták a reptér legnagyobb részét elfoglalni. A kormányerők azonban visszaverték a támadást. A közeli külvárosokban lezajlott harcokban legalább 5 civil halt meg.
Október közepén még súlyosabbá vált Ukrajna és Donyeck harca. 19-én a bombázásban hat ember sérült meg. Október 20-án egy, a repülőtér melletti vegyianyag-üzemet bombáztak, s ennek felrobbanásakor megsérült a Donbasz Aréna és a Donyeck-szerte több épület megrongálódott. Donyeck szerint az ukránok robbantottak egy Tocska U típusú ballisztikus rakétát, ezt azonban a kormány visszautasítja. A folyamatosan ostrom alatt tartott ukrán katonák visszavonultak egy betonfal mögé. Egyikük szerint a donyeckiek bejutottak a reptér földalatti alagúthálózatába. Az ukránok megtartották az irányítótorony és a régi terminal ellenőrzését.
Október 28-ra az új terminál első három szintje kivételével teljesen összeomlott. Egy „megfeketedett csontváz” lett belőle. Az ukránok ellenőrizték a földszintet és az első emeletet, míg a donyeckiek területe a második emelet és az alagútrendszer volt. Az épületet ellepték a rejtett robbanószerek, és a törmelékek. Az ukrán és donyecki katonák „klausztrofóbiás macska-egér harcot vívtak”. A Los Angeles Times, egyik leközölt riportja szerint Donyeck folyamatosan lőtte a repteret, és szeparatista szárazföldi alakulatok legalább naponta egyszer megtámadták az ukrán csapatokat. A kifutópálya használhatatlanná vált, felrobbant tankok álltak rajta mindenfele. A riport szerint az új terminálban „minden üvegtábla összetört, minden fal, ajtó és tető lövedékekkel és hüvelyekkel volt tele.”

### Folytatódó összecsapások (2014. november, december)
A Donyec-medencei (Donbasz) katonai műveletekért felelős egyik ukrán kormányzati tisztviselő november 11-én azt mondta, a donecki repülőtér új épületéből minden szeparatistát kiűztek. Az ukrán kormány Donbaszban műveletekért felelős egyik szóvivője azt mondta, az ukrán hadsereg minden szeparatistát kiűzött a donecki reptérről, és három ukrán zászlót vontak fel a területen. A Donyeck ellen a reptéren harcoló ukránbarát Jobb Szektor félkatonai szervezet egyik zászlóalja azt mondta, mivel a terület Hadsereg ellenőrzése alatt van, kivonul a körzetből. Mindkét fél beleegyezett abba, hogy november 16-án éjszakára tűzszünetet hirdetnek. Egy ukrán katonai szóvivő szerint ennek a legfőbb célja az, hogy Donyeck elszállíthassa a sérültjeit és halottait a repülőtérről. November 17-én reggel ismét heves légi támadás rázta meg a területet.
Az Ukrán Nemzetbiztonsági és Védelmi Tanács (NSDC) szóvivője, Andrij Liszenko December 1-én azt mondta, speciális orosz erők segítik Donyecket a reptéren folytatott harcban. A helyzet kézben tartása érdekében Volodimir Aszkarov ukrán és Alekszandr Lencov orosz altábornagy megegyezett, hogy a tűzszünet részleteinek megbeszélése érdekében találkozót szerveznek. A December 2-i megbeszélés után általános tűzszünetet hirdettek. Lencov altábornagy bejelentette, hogy ukrán kollégájával egyetértésben egy közös katonai ellenőrző központot akarnak felállítani, melynek legfontosabb feladata a Minszki jegyzőkönyv Doneckben való betartásának előkészítése és ellenőrzése lesz. A központban orosz, ukrán és EBESZ-képviselők dolgoznának.

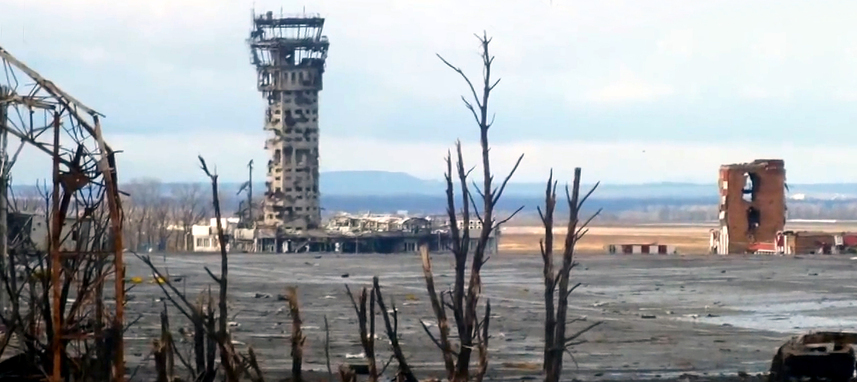
Megrongálódott irányítóközpont a donyecki repülőtéren 2014. decemberben. Azóta már teljesen lerombolták.

December 5-én az ukránoknak el kellett hagyniuk a régi terminált, mert Donyeck a rövid tűzszünetet megszegve lőni kezdte az épületet. Az új terminálban sikerült fenntartani az orosz ellenőrzést. Jelentések szerint a harc fő területe a régi terminál lett. A felkelők mozgásainak megfigyelésére használt irányítótorony továbbra is ukrán kézen maradt. A tornyot Donyeck folyamatosan bombázta. A közeli, ukrán ellenőrzés alatt álló Piszki teljesen olyan volt, mint a lerombolt Sztálingrád. A Jobb Szektorhoz tartozó félmilitarista önkéntesek szerint Piszki volt itt az „élet útja”, mert csak itt tudtak utánpótlást biztosítani a kormánykézen lévő repülőtérnek.
Decemberben többször is cserélődött a repülőtéren állomásozó ukrán katonai állomány. Ezeket a változásokat az EBESZ felügyelete mellett hajtották végre. Ráadásul Donyeck is segített ebben, támogatást nyújtottak az ukrán személyek és tárgyaik elszállításában. A néha előforduló lövöldözések ellenére az EBESZ szerint a rotáció "mivel a két fél parancsnokai egyezségre jutottak a békés, légi és földi lövöldözéstől mentes rotációról, a folyamat gond nélkül lezajlott".
A heves harcok december 29-én folytatódtak, mikor Donyeck újra megtámadta a reptér kormányzati ellenőrzés alatt álló részeit. A harcban három ukrán katona meghalt és 14 megsebesült. December 31-re a felkelők a már régóta az ellenőrzésük alatt álló területekre húzódtak vissza. A nagy erejű összecsapások akkor folytatódtak, mikor Donyeck megtámadta a stratégiai jelentőségű Piszkit. Az ukránok szerint ők uralják a területet. Az EBESZ megfigyelői arról számoltak be, hogy a falu ukrán ellenőrzés alatt áll, de a déli bejáratnál álló Volvo Centert Donyeck felügyeli.

### Utolsó összecsapások és az ukránok kivonulása (2015. január)

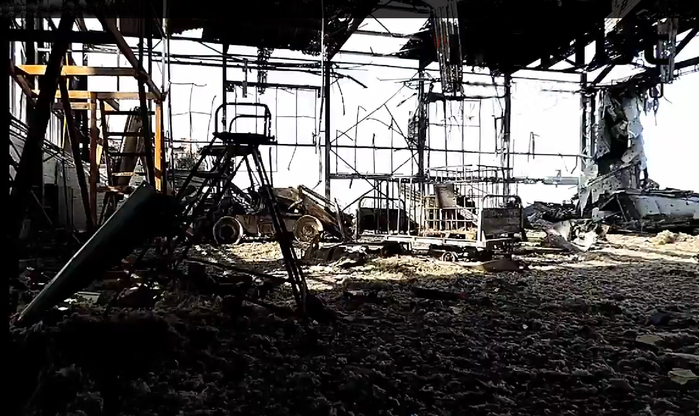
Romok az új terminál épületnél

Január 12-én a kormánycsapatok megtámadták a Donyeck kezén lévő régi terminálépületet, de ezt a próbálkozást sikeresen visszaverték. Az Ukrajnában állomásozó EBESZ-megfigyelők vezetője másnap arról nyilatkozott, hogy „a helyzet jelentősen romlott a reptéren”. Az ukrán kormány szóvivője szerint Donyeck ultimátumot adott nekik, hogy vagy helyi idő szerint 17 óráig kivonják a katonáikat a reptérről, vagy „mindent a földdel tesznek egyenlővé”. Az ukrán hadsereg nem hagyta el a területet, erre az ellenfél heves bombázásba kezdett. Ezalatt omlott össze a stratégiai jelentőségű irányítótorony. Ekkor a donyeckiek már csak 400 méterre voltak az új terminál épületétől. Egy ukrán katona nyilatkozata szerint Donyeck bombázása „végigsöpört a terminálon”, és „egyszerűen megsemmisítették” a segítség nélkül maradt ukránokat. Később légi bombázással lassítani tudták az ellenség előretörését.
Több napnyi jelentős mértékű harc után Donyeck január 14-én tudta kiszorítani Ukrajnát a reptérről, az új terminálnak pedig a harmadát vonták ellenőrzésük alá. Másnap a Népköztársaság a reptér teljes megszerzéséről számolt be, az AFP tudósítója pedig megerősítette, hogy az új terminál felett is Donyeck zászlaja leng. Mindezek ellenére a harcok folytatódtak, és Ukrajna cáfolta, hogy elvesztette volna a repteret. Egy ukrán katona arról számolt be, hogy egy teremben kellett összegyűlnie mindenkinek, amit az ellenség folyamatosan lő tankokkal. Alekszandr Zaharcsenko, a Donyecki Népköztársaság vezetője szerint a reptér visszaszerzése az első lépés azon az úton, amelynek során 2014 nyara óta először az ukránoktól területeket szereznek vissza. Azt mondta: „Hadd hallják ezt országunk lakosai. Nemhogy nem adjuk fel a területeinket. Épp ellenkezőleg, békésen visszaszerezzük azokat, mint ahogy most tettük.” – ezzel a reptérre célozva. Az ukrán hadsereg azt mondta, „nem kaptak parancsot a visszavonulásra”, Andrij Purgin, a DRP frakcióvezetője az ukrán parlamentben pedig azt mondta: „Bár Donyeck ellenőrzése alatt tartja a terminál épületeit, a harcok még folytatódnak, mert az ukránok még sok helyen elrejtőzhettek”. Este az ukránok ellentámadásba lendültek, és kiszorították a felkelőket a földszintről. Az alagsort és az első emeletet azonban még mindig Donyeck felügyelte.

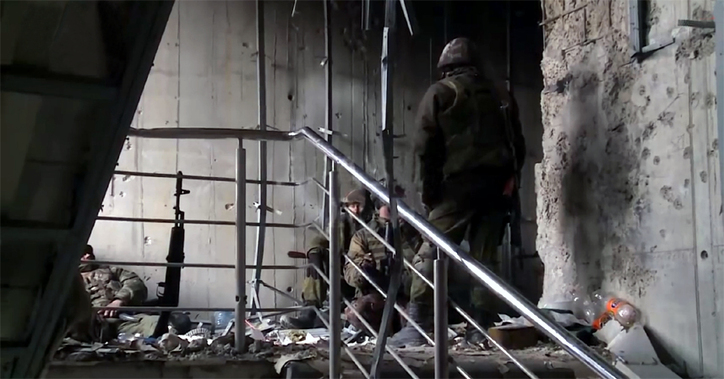
Szeparatista harcosok az új terminál épületében január 16-án.

Egy a hétvégén, január 17-18-án végrehajtott kormányzati ellentámadásban sikerült visszaszerezni a repülőtér legnagyobb részét. Az Ukrán Védelmi Bizottság egyik szóvivője szerint ezután helyreállt a minszki jegyzőkönyvben meghatározott demarkációs vonal, és így nem tekinthető a megállapodás megsértésének. Ennek hatására a donyecki épületek közelébe került a tűzvonal, és heves támadások érték a reptér környéki lakóövezeteket. Donyeck nyilatkozata szerint az ukránokat feltartóztatták a Donyecket és a repteret összekötő Putyilovszkij hídnál. A stratégiai jelentőségű hidat a harcok során lerombolták. Az EBESZ jelentései szerint több lakóövezetben így, Kijivszkijben, Kirovszkijben, Petrovszkijben és Vorosilovszkijban jelentős károk keletkeztek.
Január 19-én mindkét fél azt mondta, a reptér az ő ellenőrzése alatt áll. Donyeck elismerte, hogy a kormányzati ellentámadásokban 16 emberüket megölték és 62 katona megsebesült. Aznap a felkelők felgyújtották az új terminál földszintjének a tetejét, így az az ott összegyűlt ukránokra szakadt. Az összeomlásban több katona is megsérült. A gyors reagálású zászlóalj parancsnoka, Jevgeniy Mojszjuk szerint a robbantást professzionális orosz katonák hajtották végre, és ők felelősek azért, hogy az ukránokat összezsúfolták a földszinten. A kommunikációjukról a következőket mondta: "a beszélt nyelvük, az akcentusuk, a zsargonjaik mind oroszok voltak. Nem ukrajnai orosz, hanem orosz." Este egy a felkelők által a reptér közelében bekerített ukrán katonai csoport a repülőtér felé sikeresen kitört, de egy katonájukat megölték. Másnap a kormány ellenőrzése alatt álló Piszkiből lengyel újságírók megerősítették, hogy a reptér teljesen Donyeck fennhatósága alatt áll, de azt cáfolták, hogy a falu is az övéké lenne. Este az ukrán honvédelmi miniszter arról számolt be, hogy Donyeck a kifutópályát felgyújtotta. Ekkorra a harcban megsebesült 100 katonát már elszállították a helyszínről.
Január 20-án az ukránok bekerítették a repteret, és megpróbálták a lázadókat visszaszorítani. Ekkor az ukrán és a donyecki hadseregek a reptértől távol harcoltak. A felkelők megrohamozták az új terminál földszintjét és második emeletét. Az ukránok egész addig tartották az első emeletet, míg helyi idő szerint 15:30-kor az ellenfél felrobbantotta a második emeletet, ami így az ukránokra hullott. Ez több katonát megölt, egyben a csata fordulópontját jelentette. Másnapra az összes ukrán katonát megölték, fogságba ejtették, vagy kivonult az épületből, így az Donyeck fennhatósága alá került. Egy önkéntes szerint 37 ukrán vesztette életét. A harcok alatt a Jobb Szektor vezetőjét, Dmitro Jarost egy felrobbanó Grad rakéta Piszkiben megsebesítette. Ezután őt evakuálták a konfliktus övezetből. Donyeck Honvédelmi Minisztériumának egyik szóvivője szerint a régi terminál törmeléke alól 16, több napja ott rekedt ukrán katonát szabadítottak ki, akiket ezután elsősegélyben részesítettek. Petro Prosenko ukrán miniszterelnök január 21-én bejelentette, hogy Oroszország több mint 9000 katonát és 500 tankot, aknavetőket és katonai csapatszállítót küldött Donbaszba. A The Daily Telegraph újságban megjelent egyik cikk szerint az erősítés „Kijev [korábbi] sikereire adott válasz”. Ezekkel azokra a sikerekre utaltak, melyekkel Ukrajna visszaszerezte a reptér feletti ellenőrzést. Szerintük a haditechnikai és emberállománybeli ukrán befolyás tarthatatlan a területen. Miközben Donyeckben felrobbantottak egy buszt, a szeparatisták ukrán katonákat raboltak el a repülőtérről. A bámészkodók szóban zaklatták és a felrobbantott busz darabjaival dobálták a fogva tartottakat. A reptér elvesztését „az ukrán erők feletti elsöprő győzelemként” és „hatalmas előrelépésként” értékelték.

## Szimbolizmusa
A harc alatt kiborgnak (ukránul: кіборг) nevezték a reptér ukrán védelmezőit. Eredetileg az interneten jött létre így ez a kifejezés, amit később átvett az ukrán média. Ezzel arra akartak utalni, hogy az ukrán katonák negyedekben felváltva, szinte alvás és utánpótlás nélkül vissza tudták verni a donyeckiek állandó támadásait. „Olyanok, mintha megsemmisíthetetlen kiborgok lennének, félig emberek, félig gépek, vagy egyszerűen csak szuperemberek.” A modern kiborgok az ukrán nemzeti mítosz részei lettek, és sok ukrán szemében „a legendák fényében ragyognak”.

## Galéria

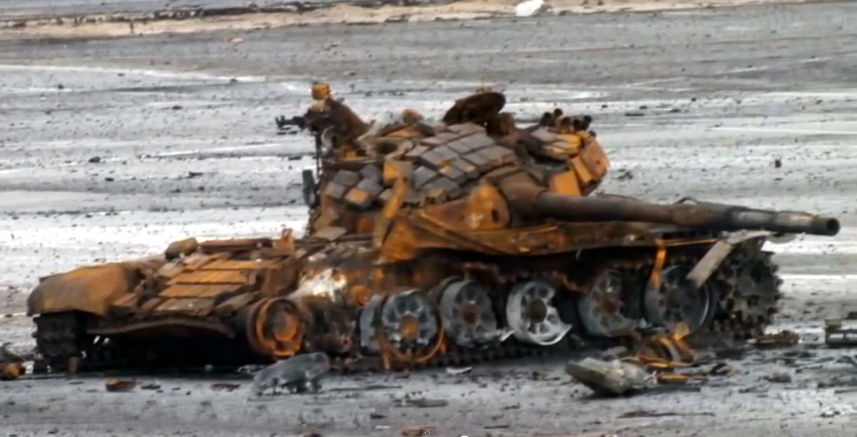
A szeparatista erők megsemmisített T–72-es harckocsija a donecki repülőtéren
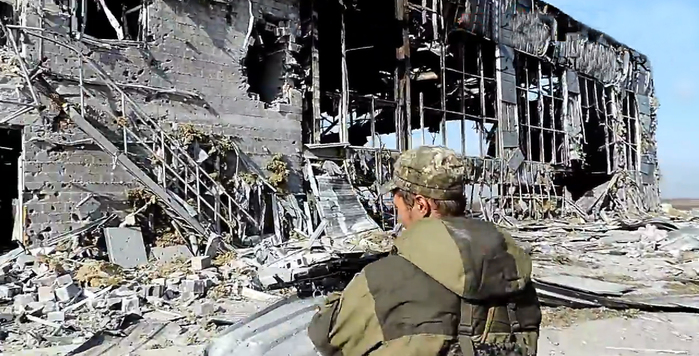
Romok a donecki repülőtéren
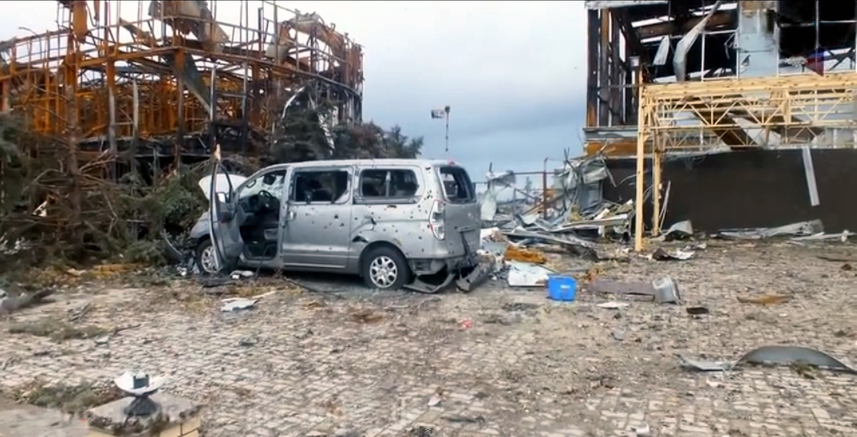
Romok a donecki repülőtéren
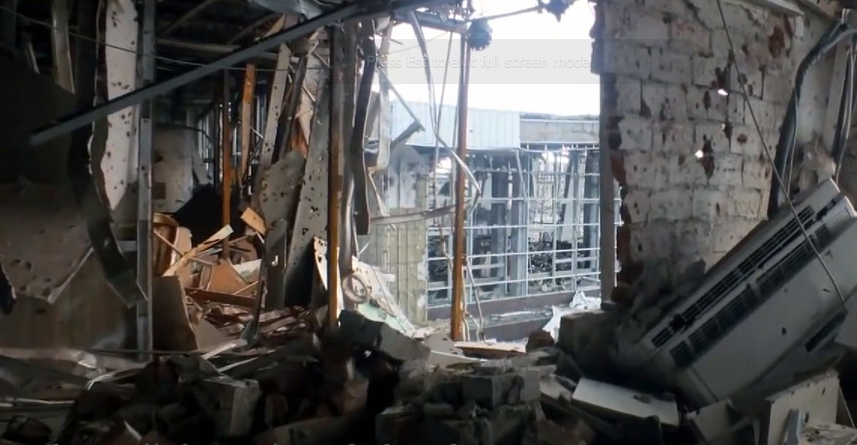
Romok a donecki repülőtéren